# Sadie White
Sadie White (* 8. Januar 1996) ist eine ehemalige kanadische Skilangläuferin.

## Werdegang
White startete im Februar 2012 erstmals im Nor-Am-Cup und belegte dabei den 28. Platz im Sprint. In der Saison 2015/16 gelang ihr der 20. Platz in der Gesamtwertung des Nor Am Cups. Im Februar 2016 nahm sie an den Nordische Junioren-Skiweltmeisterschaften in Râșnov teil und startete in allen drei Einzelwettbewerbe. Im Freistil-Sprint belegte sie den 44. Platz, im Klassikrennen über fünf Kilometer belegte sie den 62. Platz und im Freistilrennen über die 10 Kilometer kam sie als 59. ins Ziel. Beim Weltcup in Pyeongchang Anfang Februar 2017 debütierte sie im Skilanglauf-Weltcup und startete im Klassik-Sprint und belegte den 34. Platz. Ihre ersten und einzigen Weltcuppunkte sammelte sie einen Tag später im Skiathlon. Sie kam als 29. ins Ziel und sicherte sich dadurch zwei Weltcuppunkte. Bei den U23-Weltmeisterschaften 2019 in Lahti lief sie auf den 43. Platz über 10 km Freistil, auf den 35. Rang im Sprint und auf den 33. Platz im 15-km-Massenstartrennen. Letztmals im Weltcup startete sie beim Weltcupfinale 2019 in Québec, wobei den 64. Platz errang.